# Franz von Holzhausen
Franz von Holzhausen (född 10 maj 1968 i Simsbury, Connecticut) är en amerikansk bildesigner som är ansvarig för design på Tesla. Han arbetade tidigare vid Mazdas nordamerikanska verksamhet fram till den 31 juli 2008.  Han har designat Teslas Model S, Model X, Model 3, Model Y, Semi, andra generationen Tesla Roadster,  samt Cybertruck.

## Karriär
Von Holzhausen påbörjade sin karriär i Volkswagen år 1992, där han arbetade med designen för Microbus och New Beetle, känt som "Concept One", under ledning av J Mays.  Han gick sedan över till General Motors år 2000 och blev designchef där han arbetade med Saturn Sky och Pontiac Solstice. 
Efter att ha kommit in i sin roll på Mazda den 21 februari 2005, ledde von Holzhausen designen av konceptbilen Mazda Kabura som debuterade på North American International Auto Show år 2006 och konceptet Mazda Furai som presenterades år 2008 i Detroit. 
Han fortsatte sedan att arbeta för Tesla, där han är känd för att ha utformat bilarmodellerna Model S, Model X, Model 3, Model Y ,  Cybertruck och den nya Tesla Roadster.